# Canterbury, New Hampshire
Canterbury är en kommun (town) i Merrimack County i delstaten New Hampshire, USA med 2 352 invånare (2010). 